# Friedrich Pezold
Friedrich Pezold (* 10. Mai 1838 in Gößweinstein; † 30. April 1899 in Hollfeld) war Bierbrauer, Bürgermeister und Mitglied des Deutschen Reichstags.

## Leben
Pezold besuchte die landwirtschaftliche Schule in Lichtenhof bei Nürnberg und betrieb Landwirtschaft, eine Bierwirtschaft und eine Bierbrauerei. Er war Distriktsrat und Distriktskassierer seit 1873 sowie Bürgermeister von Hollfeld seit 1876.
Zwischen 1884 und 1898 war er Mitglied des Deutschen Reichstages für die Deutsche Zentrumspartei und den Wahlkreis Oberfranken 3 (Forchheim, Kulmbach, Pegnitz, Ebermannstadt).